# أميمة كامل السلاموني
أميمة كامل السلاموني (3 نوفمبر 1961 - ) مستشارة الرئيس السابق لجمهورية مصر العربية محمد مرسي لشئون المرأة. وهي قيادية بحزب الحرية والعدالة، وعضو بالجمعية التأسيسية للدستور المصري، عضو الهيئة الاستشارية للرئيس السابق محمد مرسي. تخرجت من كلية الطب عام 1985 وهي أستاذة جامعية في الصحة العامة وطب المجتمع. متزوجة من خالد حنفي.